# Vollenhoofsch Fanfare
Vollenhoofsch Fanfare is een muziekvereniging uit het Overijsselse stadje Vollenhove. De vereniging is opgericht in 1905 en heeft tijdens haar bestaan meerdere successen behaald met onder andere enkele deelnames aan het WMC.

## Onderdelen
Vollenhoofsch Fanfare kent meerdere afdelingen, te weten:
- Fanfareorkest
- Slagwerkgroep
- Marchingband
- Jeugdafdeling

De vereniging bestaat uit ongeveer 70 leden.

## Locatie
Vollenhoofsch Fanfare repeteert in De Burght Vollenhove.